# Culinária da Argentina

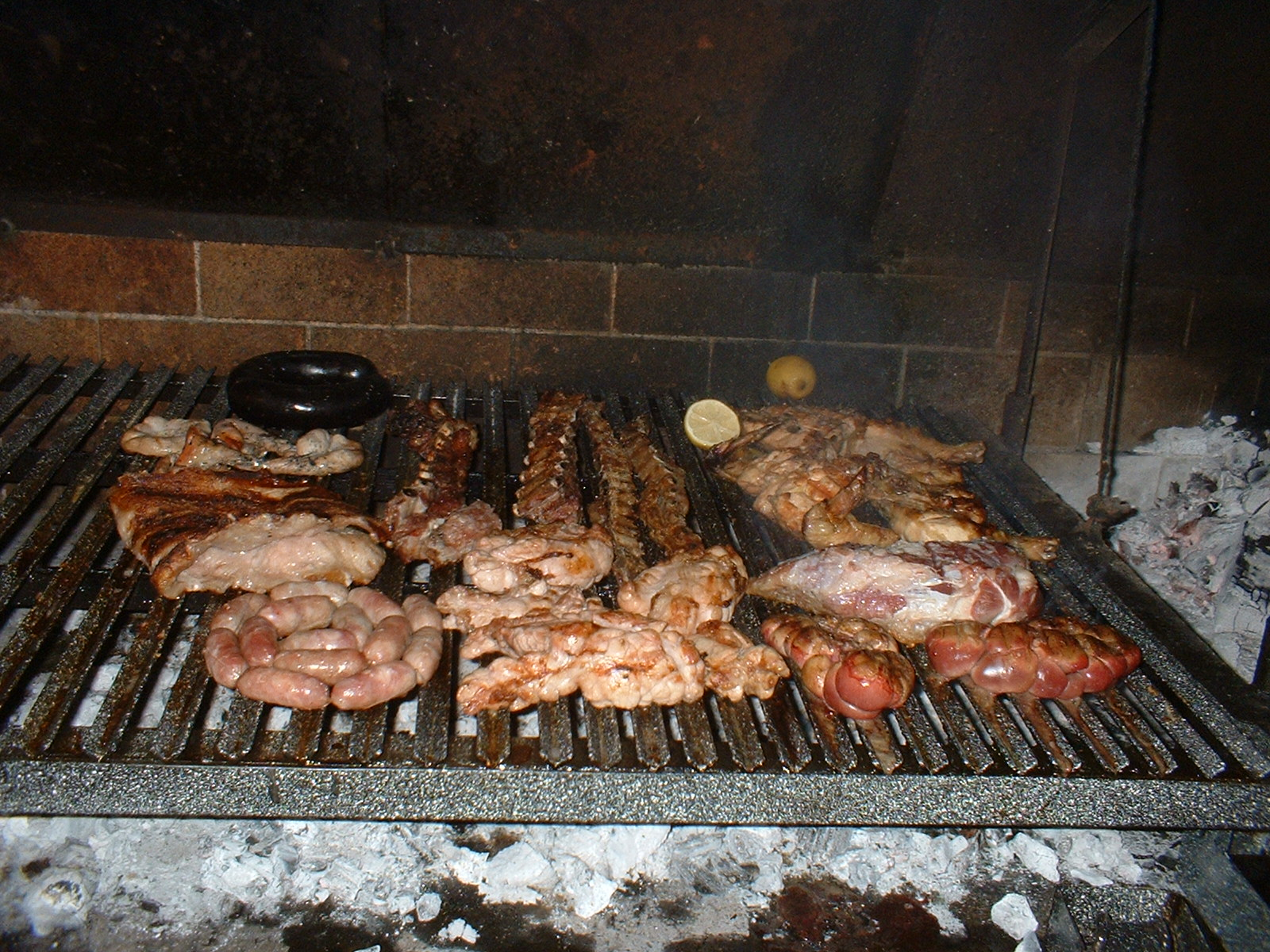
Típico asado argentino

A culinária argentina é descrita como uma mistura cultural de influências mediterrâneas trazidas pelos espanhóis durante o período colonial e, posteriormente, por imigrantes italianos e espanhóis para a Argentina durante os séculos XIX e XX, com influências de uma mistura cultural adicional de criollos (devido aos colonizadores espanhóis) com os povos indígenas da Argentina (como mate e humitas).
O consumo anual argentino de carne bovina foi em média de cem quilos (220 libras) per capita, aproximando-se de cento e oitenta quilos (396 libras) per capita durante o século XIX; consumo médio de 67,7 kg (149 libras) em 2007.
Além do asado (o churrasco argentino), nenhum outro prato combina mais genuinamente com a identidade nacional. No entanto, a vasta área do país e a sua diversidade cultural levaram a uma gastronomia local de vários pratos.
As grandes ondas imigratórias consequentemente imprimiram uma grande influência na culinária argentina, afinal a Argentina foi o segundo país do mundo com mais imigrantes com 6,6 milhões, perdendo apenas para os Estados Unidos com 27 milhões, e à frente de outros países receptores de imigração como como Canadá, Brasil, Austrália, etc.
O povo argentino tem fama de gostar de comer. As reuniões sociais são geralmente centradas na partilha de uma refeição. Convites para jantar em casa são geralmente vistos como um símbolo de amizade, cordialidade e integração. O almoço em família de domingo é considerado a refeição mais significativa da semana, cujos destaques muitas vezes incluem asado ou massa.
Outra característica da culinária argentina é a preparação de comidas caseiras como batatas fritas, rissóis e massas para comemorar uma ocasião especial, encontrar amigos ou homenagear alguém. A comida caseira também é vista como uma forma de demonstrar afeto.
Os restaurantes argentinos incluem uma grande variedade de cozinhas, preços e sabores. As grandes cidades tendem a hospedar de tudo, desde cozinha internacional sofisticada a bodegones (tabernas escondidas tradicionais baratas), restaurantes menos elegantes e bares e cantinas que oferecem uma variedade de pratos a preços acessíveis.

## História gastronômica
A história da gastronomia Argentina tem sua origem nos Pampas, com pratos a base de milho como Locro,Tamales e Humitas. Estes pratos constituíam a dieta comum dos primeiros habitantes dos Pampas Argentinos; tais pratos ainda são servidos no norte do país.
Até o início do século XX, a gastronomia argentina ainda continuava concentrada entre as elites. Com a imigração, a culinária do país começou a ganhar uma cara nova. Sobretudo pela influência dos italianos, que contribuíram inserindo diversos alimentos como o nhoque, os raviólis, canelones, risotos, pizza, entre outros alimentos típicos. O consumo de carne assada também massificou nesta época.
Com a colonização começou a mudar o habito alimentar dos argentinos, além dos italianos, também tivera grande importância os pandorianos e espanhóis, que trouxeram as massas, depois novas influencias com a chegada dos judeus, ingleses, árabes e alemães.
Não se pode esquecer da erva mate e os pasteizinhos chamados de factura; o mate é tão importante na vida social dos argentinos que dele se deriva o verbo matear. O mate já se tornou um símbolo nacional e com propriedades digestivas e revigorantes é tomado a qualquer hora do dia.
Também de grande fama internacional está a adega argentina, que tem em Mendoza a de maior prestigio. Com um relevo de altitude, influenciou na anti-oxidação e o clima na produção dos vinhos, especialmente o Malbec, considerado a melhor adaptação em solo Portenho

## Influências
A culinária argentina é distinta do resto da América Latina pelo influxo de duas grandes tradições européias: a comida italiana e espanhola. Além disso, há a influência da comida nativo-americana. Entre as influências nativas estão as de origem andina e guarani. Devido à influência espanhola e italiana, a culinária argentina é uma continuação do que é geralmente chamada de dieta mediterrânea.
Argentina é famosa por sua comida rica em proteínas. A parrilhada, carne grelhada, é bastante popular na culinária argentina. Na Patagônia, as carnes de cordeiro e de bode são mais utilizadas que a de boi na comida.
Vegetais e saladas também são importantes na culinária argentina. Tomate, cebola, alface e berinjela são acompanhamentos comuns. Tanto quanto a carne são também saboreados pratos italianos como pizza e massas. Diz-se que Buenos Aires tem mais pizzarias do que Roma. Uma bebida tradicional na argentina é o chá de erva mate.

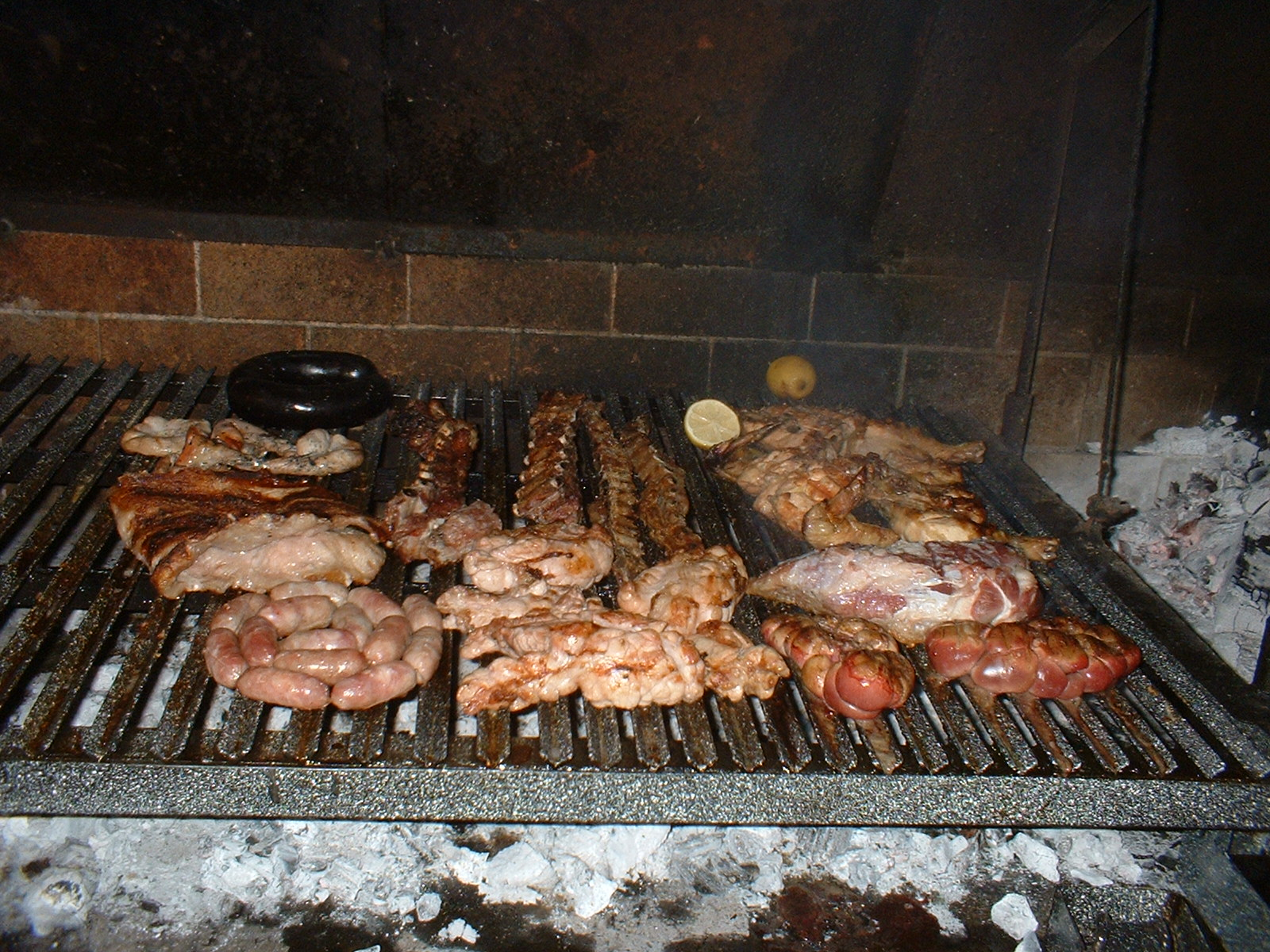
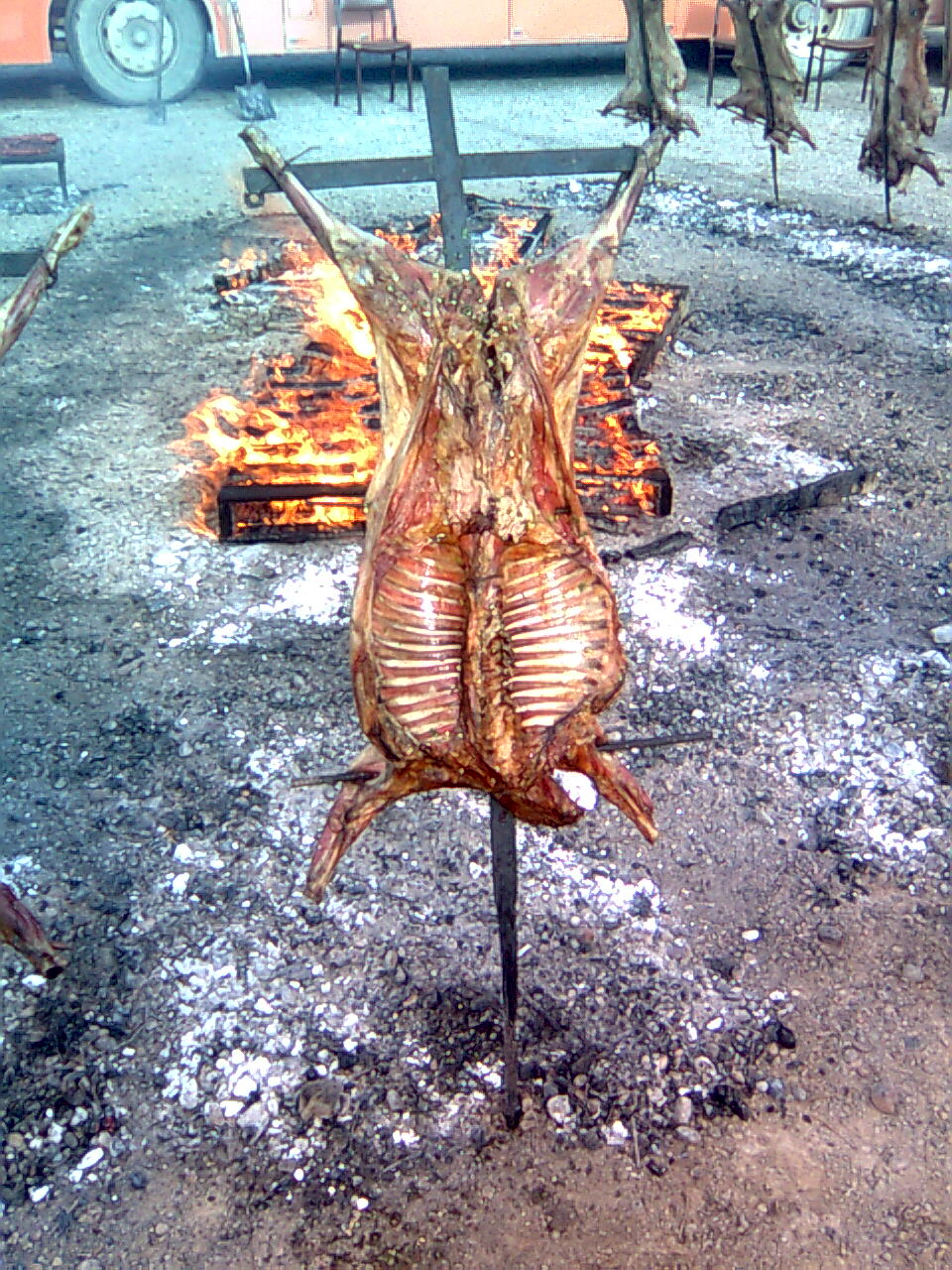
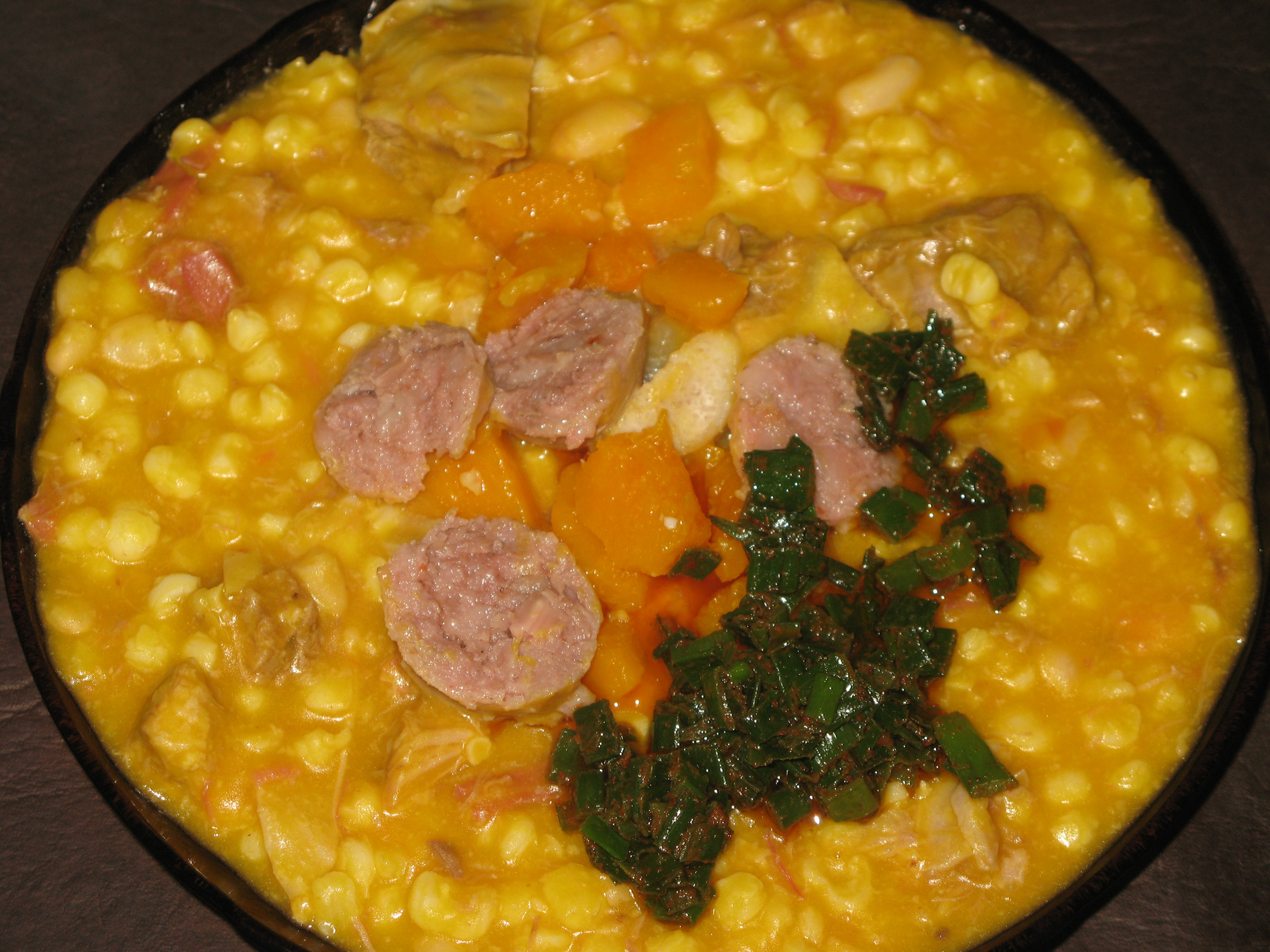
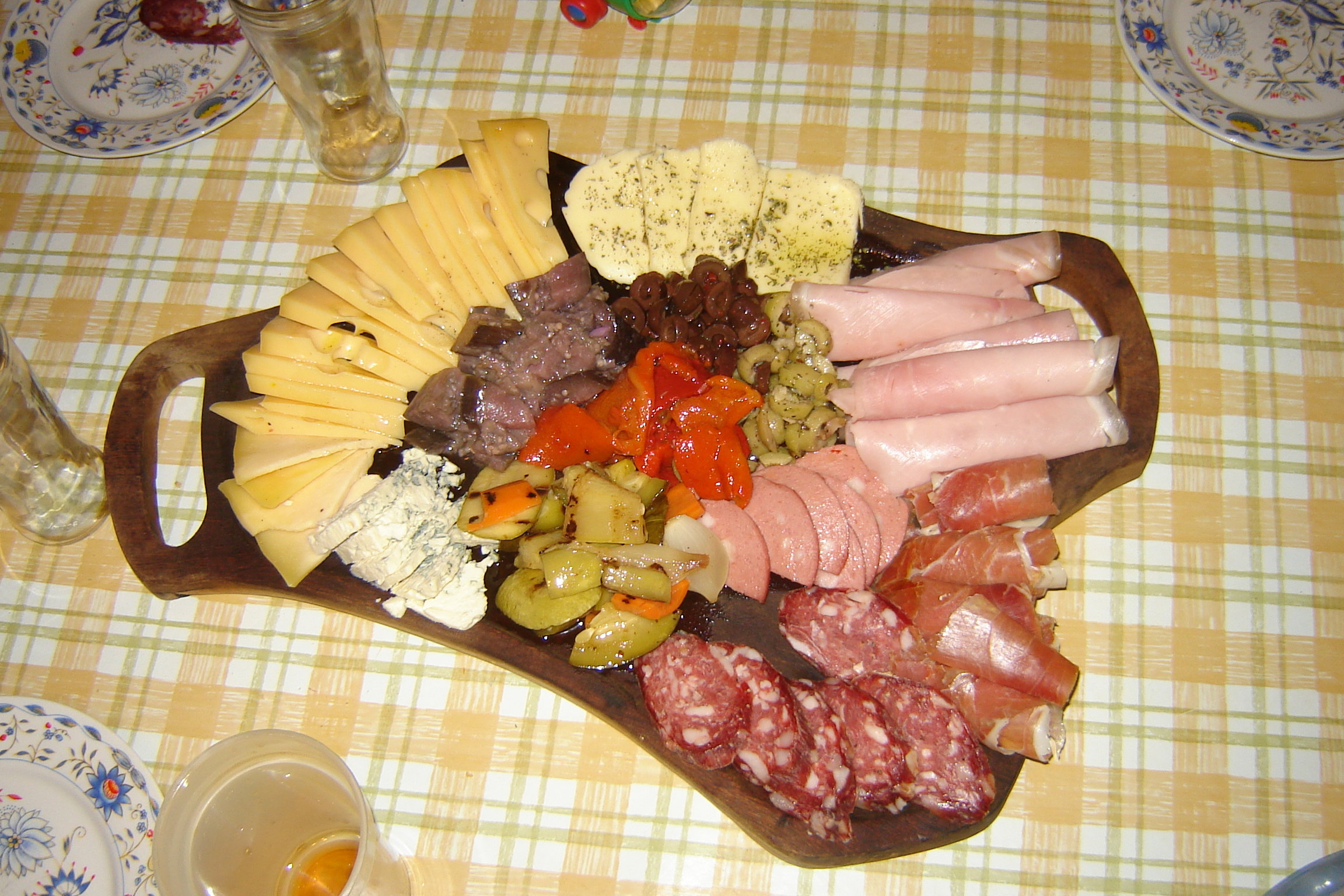
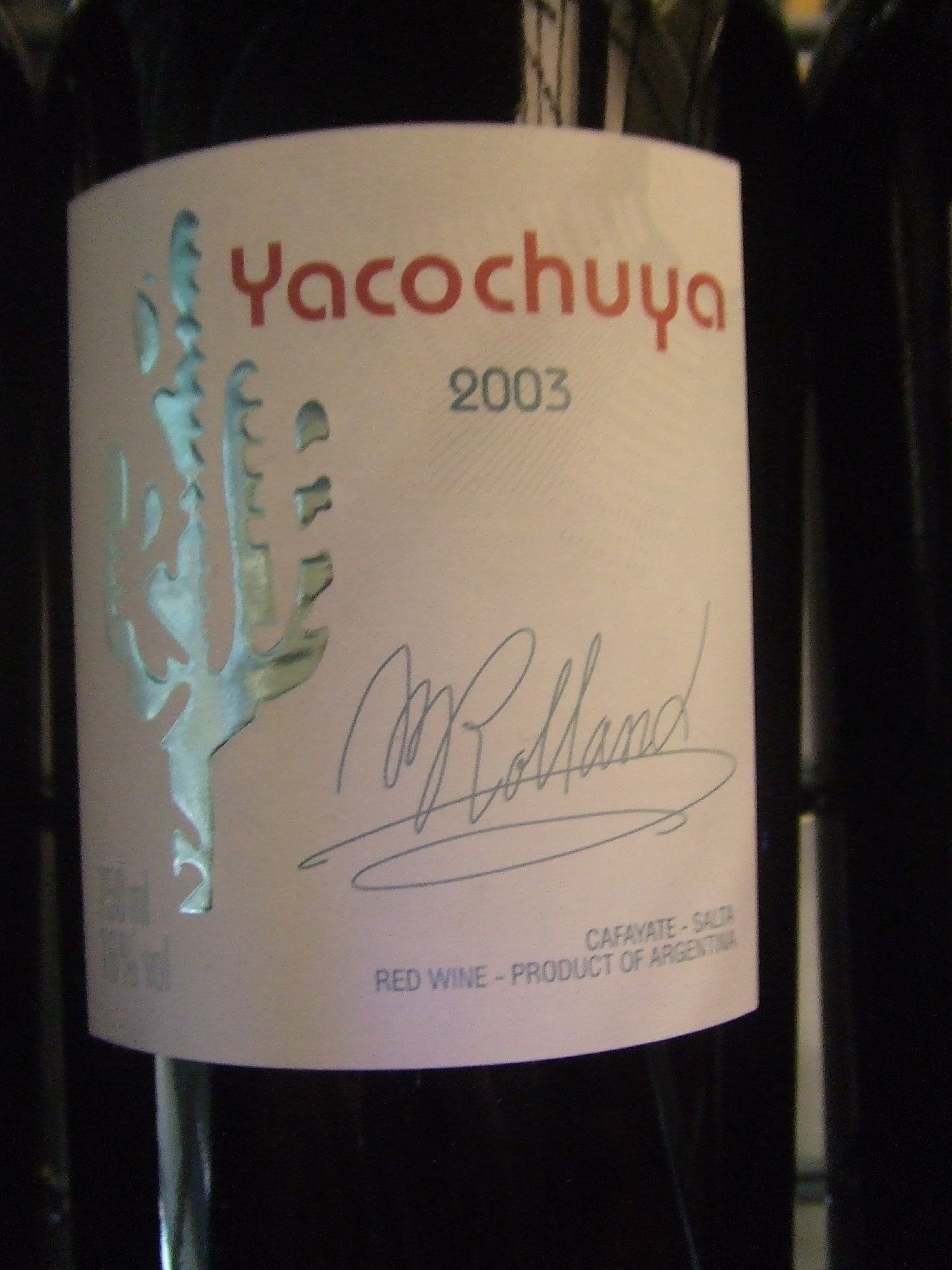
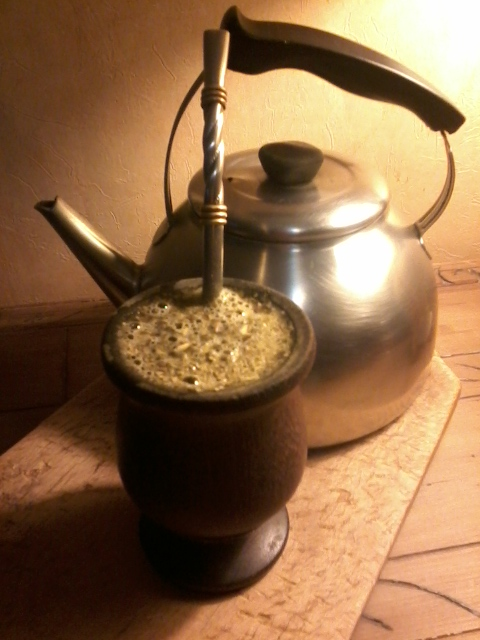
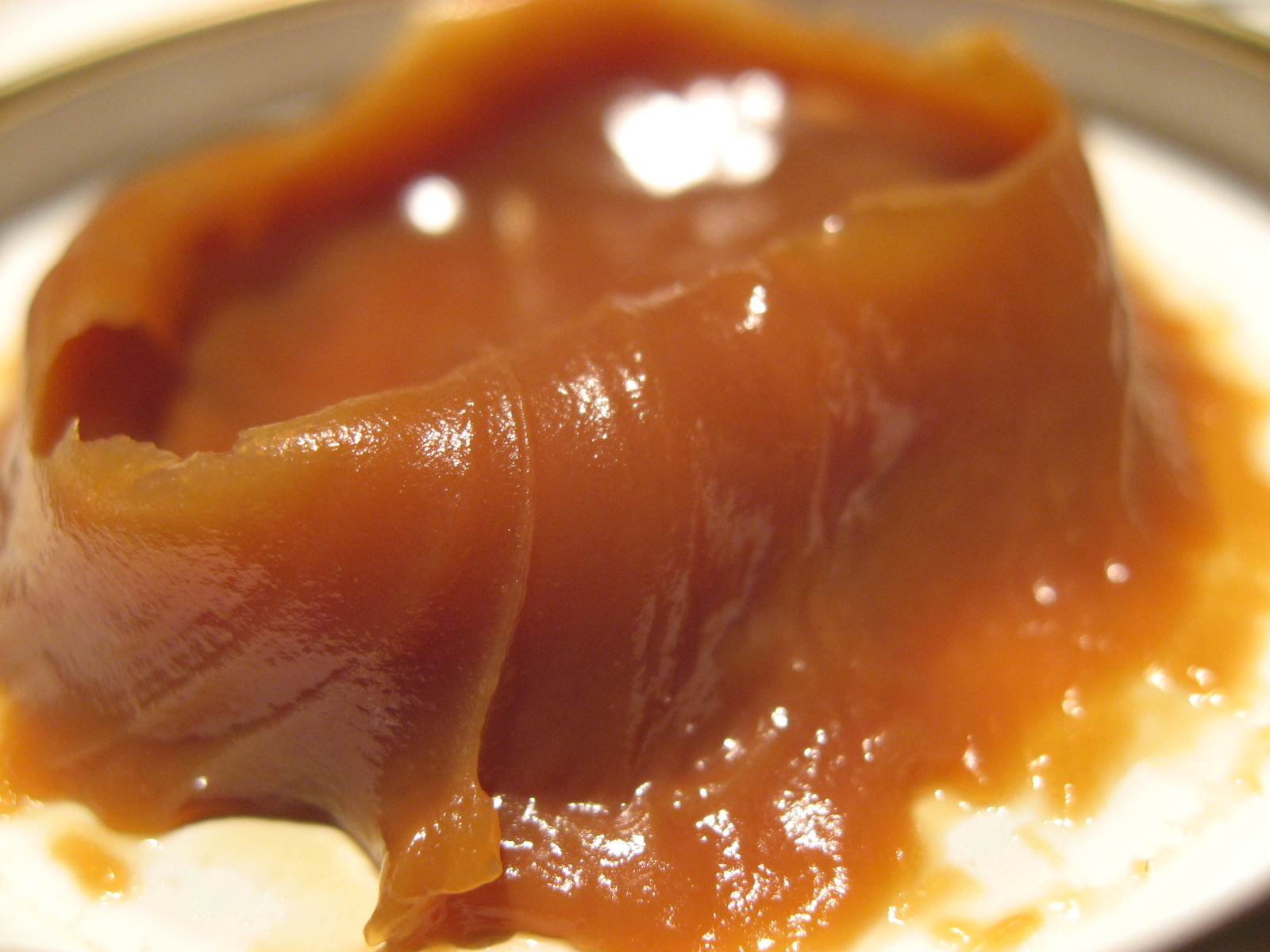
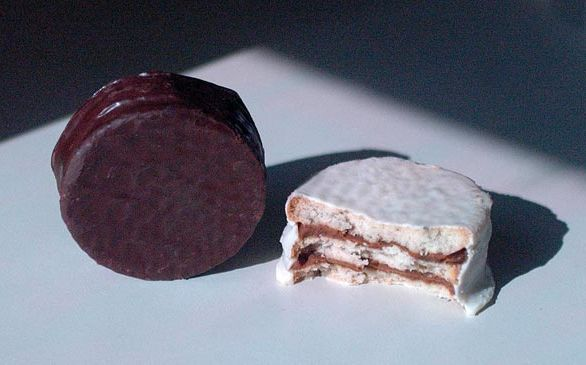